# Gok Wan
Gok Wan (właśc. Ko-Hen Wan, ur. 9 września 1974 w Leicester, w Anglii) – stylista, projektant mody oraz prezenter telewizyjny.

## Życiorys
Studiował aktorstwo w prestiżowej Central School of Speech and Drama w Londynie, jednak szybko odkrył, że jego prawdziwym powołaniem jest moda. Zanim zajął się na poważnie stylizacją, swoją karierę rozpoczynał od fryzjerstwa i makijażu. Kilka lat później zajmował się stylizacjami wielu gwiazd i modelek do sesji mody w prestiżowych magazynach, między innymi w Marie Claire, The Face i Clash Magazine. Obecnie posiada własną ekipę asystentów i pracuje z fotografami, takimi jak Arthur Elgort, Terry O’Neill czy John Swannell. 
Popularność zyskał, dzięki telewizyjnemu programowi rozrywkowemu Jak dobrze wyglądać nago emitowanym w latach 2006-2010 dla stacji British Channel 4.
5 kwietnia 2016 roku otrzymał tytuł doktora honoris causa na Birmingham City University.
Jest osobą homoseksualną. Jego matka pochodzi z Anglii, a ojciec z Chin.

## Programy telewizyjne[3]
| Rok     | Tytuł                             | Rola                            |
| ------- | --------------------------------- | ------------------------------- |
| 2008-10 | Gok's Fashion Fix                 | Prowadzący                      |
| 2008-10 | How to Look Good Naked            | Prowadzący                      |
| 2009    | Gok Wan: Too Fat, Too Young       | Prowadzący                      |
| 2010    | Sex and the City Premiere Special | Prowadzący                      |
| 2011    | Gok's Clothes Roadshow            | Prowadzący                      |
| 2012    | Gok's Style Secrets               | Prowadzący                      |
| 2012    | Hotel GB                          | Prowadzący                      |
| 2012    | Baggage                           | Prowadzący                      |
| 2012    | Gok Cooks Chinese                 | Prowadzący                      |
| 2012    | Made in China                     | Prowadzący                      |
| 2012    | Gok's Teens: The Naked Truth      | Prowadzący                      |
| 2014-   | Channel 4 Royal Ascot             | Prowadzący                      |
| 2014-   | This Morning                      | Prowadzący                      |
| 2016-   | Fearne & Gok: Off The Rails       | Współprowadzący z Fearne Cotton |
| 2016-   | Gok's Lunchbox                    | Prowadzący                      |
| 2019    | Salon sukien ślubnych Goka        | Prowadzący                      |